# V.A. Koskenniemi
Veikko Antero Koskenniemi, före 1906 Forsnäs, född den 8 juli 1885 i Uleåborg, död den 4 augusti 1962 i Åbo, var en finländsk finskspråkig författare och litteraturhistoriker.

## Biografi
Koskenniemi tog studenten 1903 och studerade därefter vid Helsingfors universitet fram till en magisterexamen 1907. Han arbetade sedan som litteraturkritiker och frilansskribent till 1921 då han utsågs till professor i litteraturhistoria vid Åbo universitet och var sedan rektor vid universitet 1924–1932. År 1948 invaldes han i Finlands Akademi.
Koskenniemi var på sin tid en av Finlands mest populära författare och är välkänd för sina dikter, reseböcker och essäer. Han influerades av bland andra Goethe och Runeberg.
Vid en Goethefest 1932 hyllade Koskenniemi Goethe för dennes humanism och mänsklighetsideal.
Senare under 1930- och början av 1940-talet var han anhängare av det nazistiska Tyskland.
1941 valdes han in som viceordförande i det av propagandaminister Goebbles startade Europeiska författarförbundet.

## Verk översatta till svenska
- Konsul Brenners indiansommar: Roman (översättning Holger Nohrström, Dahlberg, 1916) (Konsuli Brennerin jälkikesä, 1916)
- Den unge Anssi (översättning Ragnar Ekelund, Schildt, 1919) (episk dikt)
- Åbo lilja: Kantat vid Åbo stads 700-årsjubileum (översättning Nino Runeberg, Åbo, 1929) (Turun lilja)
- Dikter (översättning Elin Parviala, Privattryck, 1929)
- Den finska språk- och kulturfrågan (anonym översättning, Suomalaisuuden liitto, 1935)
- Fosterlandets anlete: Åbo finska universitets invigningskantat (anonym översättning, 1939)
- Lyckans håvor: Blad ur min levnads bok (översättning Einar Spjut, Lindblad, 1943) (Onnen antimet)
- Student när seklet var ungt (översättning Hjalmar Dahl, Gleerup, 1948) (Vuosisadanalun ylioppilas)
- Vandringsstaven: Ett urval ur aforismsamlingarna Matkasauva, Elokuisia ajatuksia, Ihmisosa (översättning Ole Torvalds, Natur och kultur, 1961)
- Goethe-studier och andra litteraturhistoriska essäer (urval av Edvin Linkomies, översättning Ole Torvalds,  Natur och kultur, 1963)
- Auringon noustessa = I soluppgången (musik Toivo Kuula, text V.A. Koskenniemi, svensk tolkning Bengt E. Nyström, Sveriges körförbund, 1980) [Musiktryck]

## Priser
- Henrich Steffens-priset 1942
- Asteroiden 1697 Koskenniemi[1]